# Tropidophis semicinctus
Tropidophis semicinctus là một loài rắn trong họ Tropidophiidae. Loài này được Gundlach & Peters mô tả khoa học đầu tiên năm 1864.